# Alfredo Bóia
Alfredo Daniel Lopes Bóia (Espinho, 28 de novembre de 1975) és un antic jugador de futbol portuguès.

## Carrera de club
Va debutar a la Primera Lliga amb l'União Leiria el 24 d'octubre de 1999 en un partit contra el SC Campomaiorense.

## Palmarès
Portugal Sub-18
- Campionat d'Europa sub-18 de la UEFA: 1994[2]